# 格利澤581d
格利澤581d（英語、德語：Gliese 581 d）是一顆系外行星，繞行位於天秤座的紅矮星格利澤581，距離地球約20.5光年。它的質量為地球質量的8倍，被認為是一顆超級地球或迷你海王星。於2007年發現格利澤581d的科學家小組在2009年4月下旬藉由新的觀測結果判斷該行星位於適居帶當中，意味著它可能有液態水或生物存在。

## 發現
瑞士日內瓦天文台的天文學家史帝芬·奧戴利等人（Stéphane Udry）於2007年4月24日使用歐洲南方天文台位於智利拉息拉天文台（La Silla Observatory）3.6公尺望遠鏡的高精度視向速度行星搜索器（High Accuracy Radial Velocity Planet Searcher）發現格利澤581d。該研究小組使用徑向速度法來搜尋行星，這種方法可以根據主恆星軌道受到重力的影響程度來測量行星的質量與大小。
母恆星格利澤581的运动轨迹表明格利澤581d的質量最少是8倍地球質量。假定格利澤581行星系的各行星轨道都共面进行的动态模拟显示，只要格利澤581d的质量超过其最小质量的1.6到2倍，行星系统就无法保持稳定的轨道。因此，格利澤581d的质量不应超过13.8倍地球质量。

## 氣候
一開始科學家認為格利澤581d的軌道位於理論的適居區之外。但2009年4月的進一部研究顯示該行星確實位在適居區之內，代表液態水可能存在行星上。發現者史帝芬·奧戴利認為：「格利澤581d可能被‘深且巨大的海洋’所覆蓋，它也是首顆被認真考慮的海洋行星候選。格利澤581d可能是太過巨大而非僅由岩石所構成，不過我們可以推測它可能逐漸接近恆星的冰凍行星」。科學家原先認為格利澤581d太冷而無法讓液態水存在，因此無法支持類似地球的生命型態生存。但是因為地球沒有任何溫室氣體的情況下約為攝氏-18度，而且根據格利澤581d理論上的溫室效應，天文學家現在支持該行星的氣候條件可以允許液態水的存在，因此生物可能可以在行星表面生存。
歐洲南方天文台在2009年4月21日宣布發現格利澤581e的消息，並且更精確的測量格利澤581d的軌道，確認它確實位在適居區域當中
。

## 出自地球的訊息

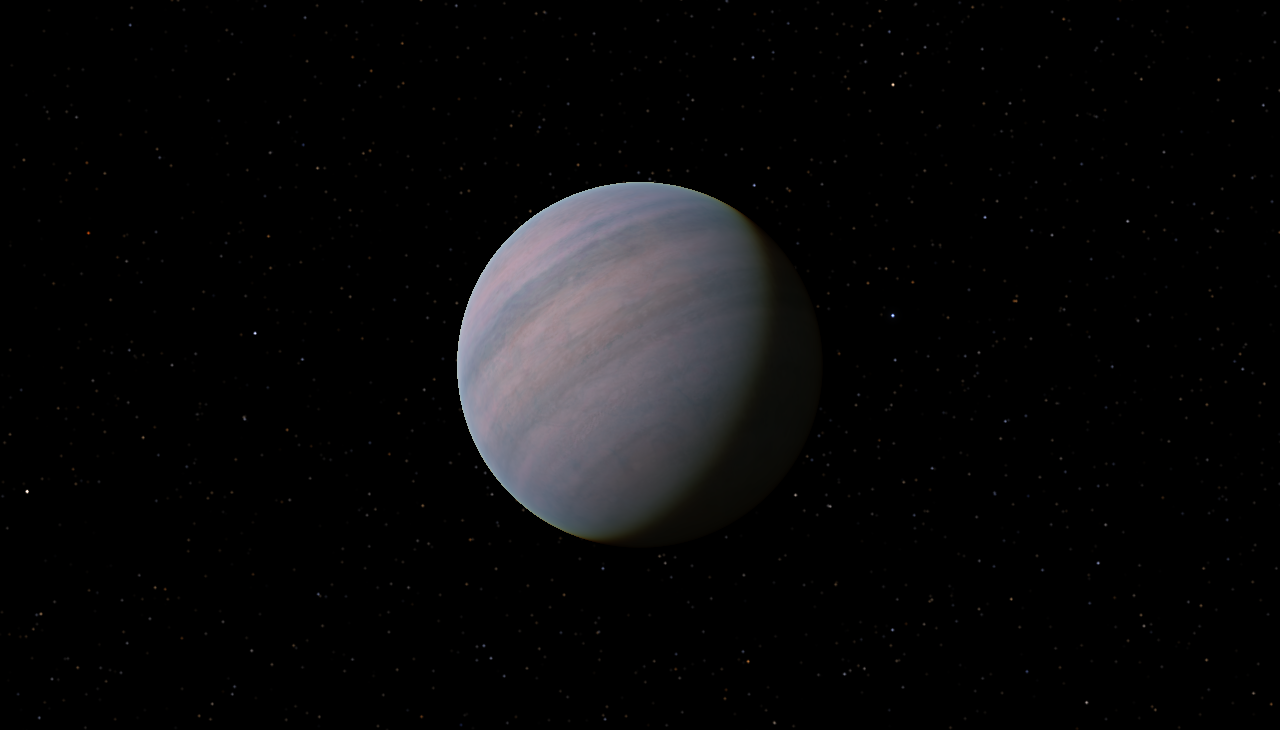
另一位藝術家想像中的格利澤581 d是一顆超級地球。

在2008年10月，電腦網路網站Bebo的成員發送出出自地球的訊息，使用隸屬於烏克蘭國家太空機構的RT-70電波望遠鏡，發送了強力的訊息至格利澤581 d。這個訊息將在2029年附近抵達格利澤581的系統；而在對方作出反應之後，接到回應的最早時間可能是2049年。
作為在澳大利亞國家科學周慶祝活動的一部分，宇宙雜誌推出從地球來的問候網站收集郵件，送出訊息至格利澤581 d。每則訊息的最大長度限制為160個字元，並且只能使用英文，總共收集到來自全球195個國家，25,880則訊息。這些訊息由位在澳大利亞特賓比拉的坎培拉深太空通訊設施使用DSS-43的70米電波望遠鏡於2009年8月28日傳送出去。

## 外部連結
- Gliese 581 d （页面存档备份，存于）